# Coupe de France 1930/31
Der Wettbewerb um die Coupe de France in der Saison 1930/31 war die 14. Ausspielung des französischen Fußballpokals für Männermannschaften.

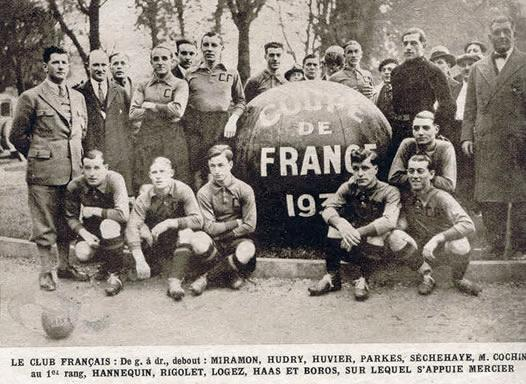
Die Pokalsiegermannschaft des Club Français 1931

Für diese Veranstaltung meldeten 423 Vereine. Titelverteidiger FC Sète schied bereits in der Runde der letzten 32 Mannschaften aus. Sieger des diesjährigen Pokals wurde der Club Français aus Paris, einer der ältesten Fußballvereine des Landes und der älteste, der bis nach dem Ersten Weltkrieg ausschließlich Franzosen offenstand. In dieser Saison liefen allerdings auch beim Club Français meist die erlaubten drei Ausländer auf, im Finale beispielsweise je ein Schweizer (Séchehaye), Brite (Parkes) und Ungar (Boros). Für „le club“, wie er westlich des Rheins oft kurz genannt wurde, war dies der erste Gewinn der Trophäe; es blieb bis heute (2020) auch seine einzige Endspielteilnahme. Darin bezwang er SO Montpellier, der nach 1929 zum zweiten Mal das Finale erreicht hatte.
Im Achtelfinale führte – während der Pokalwettbewerbe in den 1920er Jahren wiederholt ein Thema – ein Protest gegen die Mitwirkung eines ausländischen Spielers zu einem regelrechten „Wiederholungs-Marathon“, und es war der Club Français, der diesen auslöste. Bei seiner ersten, mit 0:2 verlorenen Wiederholungspartie gegen Olympique Marseille hatte mit dem Stürmer Wernicke ein Deutscher in Olympiques Elf gestanden, der kurz zuvor wegen „Berufsspielertums“ vom Deutschen Fußball-Bund „möglicherweise“ gesperrt worden sein sollte; der Club argumentierte, dass er deshalb auch in Frankreich nicht spielberechtigt sei. Olympique konterte mit dem Vorwurf, der Pariser Torhüter, ein Schweizer, hätte nicht aufgestellt werden dürfen, und außerdem seien die Stollen unter den Pariser Fußballstiefeln zu lang gewesen. Der französische Verband FFFA entschied salomonisch, das Spiel zu annullieren, und setzte ein weiteres Wiederholungsspiel an, das aber, wie schon die erste Begegnung der beiden Kontrahenten, nach Verlängerung unentschieden endete, so dass noch ein viertes Spiel erforderlich wurde. Insgesamt standen sich Paris und Marseille acht Stunden auf dem Platz gegenüber.
Eine Pokalkommission setzte für Zweiunddreißigstel- und Sechzehntelfinale sämtliche Begegnungen fest, wobei Fragen der Reisedistanzen im großflächigen Frankreich ebenso eine Rolle spielten wie die Qualität der an den jeweiligen Orten vorhandenen Spielstätten und der Infrastruktur. Dabei wurde auch das Heimrecht festgelegt. Ab dem Achtelfinale wurden die Paarungen frei ausgelost, die Partien fanden ab dem Sechzehntelfinale auf neutralem Platz statt. Endete eine Begegnung nach Verlängerung unentschieden, kam es zu einem oder mehreren Wiederholungsspielen. Von der Heimrechtsregelung gab es allerdings Ausnahmen; deren Begründung ist möglicherweise in der Tatsache zu suchen, dass Vereine sich das Recht, an einem neutralen Ort zu spielen, abkaufen ließen – wie es bei dem ersten der vier Spiele zwischen Olympique Marseille und Club Français der Fall war.

## Zweiunddreißigstelfinale
Spiele am 21. bzw. 25., Wiederholungsmatches am 28. Dezember 1930
| - Racing Roubaix – US Forbach 3:0 - Cenon Sports – CA Paris 0:3 - US Suisse Paris – OGC Nizza 1:2 - Club Français Paris – FC Dieppe 3:0 - Racing Club de France – ES Bully 4:1 - Stade Français Paris – Olympique Antibes 5:1 - CA Metz – Excelsior AC Roubaix 1:1 n. V., 1:3 - FC Rouen – ASC Dinard 4:0 - L’Armoricaine Brest – Red Star Olympique Paris 2:4 - US Saint-Servan – SC Choisy-le-Roi 4:1 - Stade Raphaëlois – SC Saint-Étienne 3:2 - FC Sète – FC Grasse 3:0 - AS Strasbourg – US Tourcoing 2:1 - FC Mulhouse 1893 – ASSB Oignies 4:0 - RC Calais – Racing Strasbourg 1:2 - FC Sochaux – CASG Paris 7:0 | - AC Amiens – SC Sélestat 11:1 - US Belfort – Olympique Alès 0:6 - FC Saint-Louis 1911 – SO Montpellier 1:1 n. V., 0:5 - CS Jean Bouin Angers – ASJ Châteaudun 11:0 - US Quevilly – RC Arras 3:3 n. V., 1:4 - Stade Quimper – SC La Bastidienne Bordeaux 1:3 - Girondins Bordeaux – SC Nîmes 4:3 - US Boulogne – AS Valentigney 5:1 - Olympique Lille – CA Montreuil 7:0 - US Cazères – AS Cannes 0:4 - Olympique Marseille – FC Bordeaux-Bouscat 5:2 - Red Star Strasbourg – Iris Club Lillois 0:2 - RC Lens – FA Illkirch-Graffenstaden 6:3 - US Deux-Vireux – UR Dunkerque-Malo 1:4 - Stade Le Havre – USA Clichy 4:5 - Le Havre AC – Stade Béthune 4:0 |

## Sechzehntelfinale
Spiele am 11., Wiederholungsmatch am 18. Januar 1931
| - CA Paris – Olympique Alès 7:2 - OGC Nizza – Racing Club de France 2:1 - Excelsior AC Roubaix – Stade Raphaëlois 3:1 - US Saint-Servan – FC Mulhouse 1893 0:0 n. V., 1:0 - Racing Strasbourg – Racing Roubaix 1:0 - FC Sochaux – Red Star Olympique Paris 3:1 - AC Amiens – USA Clichy 10:0 - SO Montpellier – UR Dunkerque-Malo 3:1 | - CS Jean Bouin Angers – FC Rouen 6:3 - Girondins Bordeaux – Club Français Paris 1:2 - US Boulogne – SC La Bastidienne Bordeaux 4:0 - Olympique Lille – AS Strasbourg 4:2 - AS Cannes – RC Arras 4:2 - Olympique Marseille – Stade Français Paris 3:1 - Iris Club Lillois – FC Sète 4:1 - Le Havre AC – RC Lens 1:0 |

## Achtelfinale
Spiele am 8. Februar 1931; Wiederholungsmatches am 22. Februar, 15. (a) und 22. (b) März 1931
| - CA Paris – FC Sochaux 5:3 n. V. - OGC Nizza – US Saint-Servan 3:0 - Excelsior AC Roubaix – Le Havre AC 1:0 - AC Amiens – Iris Club Lillois 2:0 | - SO Montpellier – US Boulogne 4:1 - CS Jean Bouin Angers – Racing Strasbourg 6:1 - AS Cannes – Olympique Lille 2:1 - Olympique Marseille – Club Français Paris 1:1 n. V., 2:0 n. V., (c) 3:3 n. V., 1:2 n. V. |

## Viertelfinale
Spiele am 8. bzw. 29. März 1931
| - OGC Nizza – CS Jean Bouin Angers 4:1 - SO Montpellier – AC Amiens 2:1 | - AS Cannes – CA Paris 4:0 - Club Français Paris – Excelsior AC Roubaix 1:0 |

## Halbfinale
Spiele am 7. April 1929
| - SO Montpellier – AS Cannes 2:1 | - Club Français Paris – OGC Nizza 6:1 |

## Finale
Spiel am 3. Mai 1931 im Stade Olympique Yves-du-Manoir von Colombes vor 30.000 Zuschauern
- Club Français Paris – SO Montpellier 3:0 (3:0)

### Mannschaftsaufstellungen
Auswechslungen waren damals nicht möglich; einen fest angestellten Trainer hatten die meisten französischen Vereine in dieser Zeit noch nicht.
Club Français Paris: Frank Séchehaye – Arthur Parkes, Huvier  – Émile Rigolet, Adrien Hudry, Georges Logez – Hennequin, Miklos Boros, Robert Mercier, Georges Haas, Pierre Miramon
Trainer: Robert Fischer
Sports Olympiques Montpelliérains: André Guillard – André Boutet, Désiré Boutet – Pierre Hornus, René Dedieu, Yves Dupont – Charles Matte, Charles Cros, Roger Rolhion, Jacques Temple , Pierre Temple
Schiedsrichter: Georges Courbot (Amiens)

### Tore
1:0 Boros (14.)

2:0 Parkes (18., per Elfmeter)

3:0 Mercier (32.)